# (5184) Cavaillé-Coll
(5184) Cavaillé-Coll ist ein Asteroid des Hauptgürtels, der am 16. August 1990 vom belgischen Astronomen Eric Walter Elst am La-Silla-Observatorium (Sternwarten-Code 809) der Europäischen Südsternwarte in Chile entdeckt wurde.
Der Asteroid ist nach dem französischen Orgelbauer, Akustiker, Wissenschaftler und Erfinder Aristide Cavaillé-Coll (1811–1899) benannt, dessen berühmtesten Werke die Orgeln von Saint-Sulpice und Notre-Dame de Paris darstellen.